# Raïon de Kharkiv
Le raïon de Kharkiv (en ukrainien : Харківський район, Kharkivs'kyï raïon) est une subdivision de l'oblast de Kharkiv, en Ukraine. Son centre administratif est la ville de Kharkiv.

## Historique
Le 18 juillet 2020, de par la réforme administrative, le raïon s'étend géographiquement mais en excluant la ville de Kharviv.

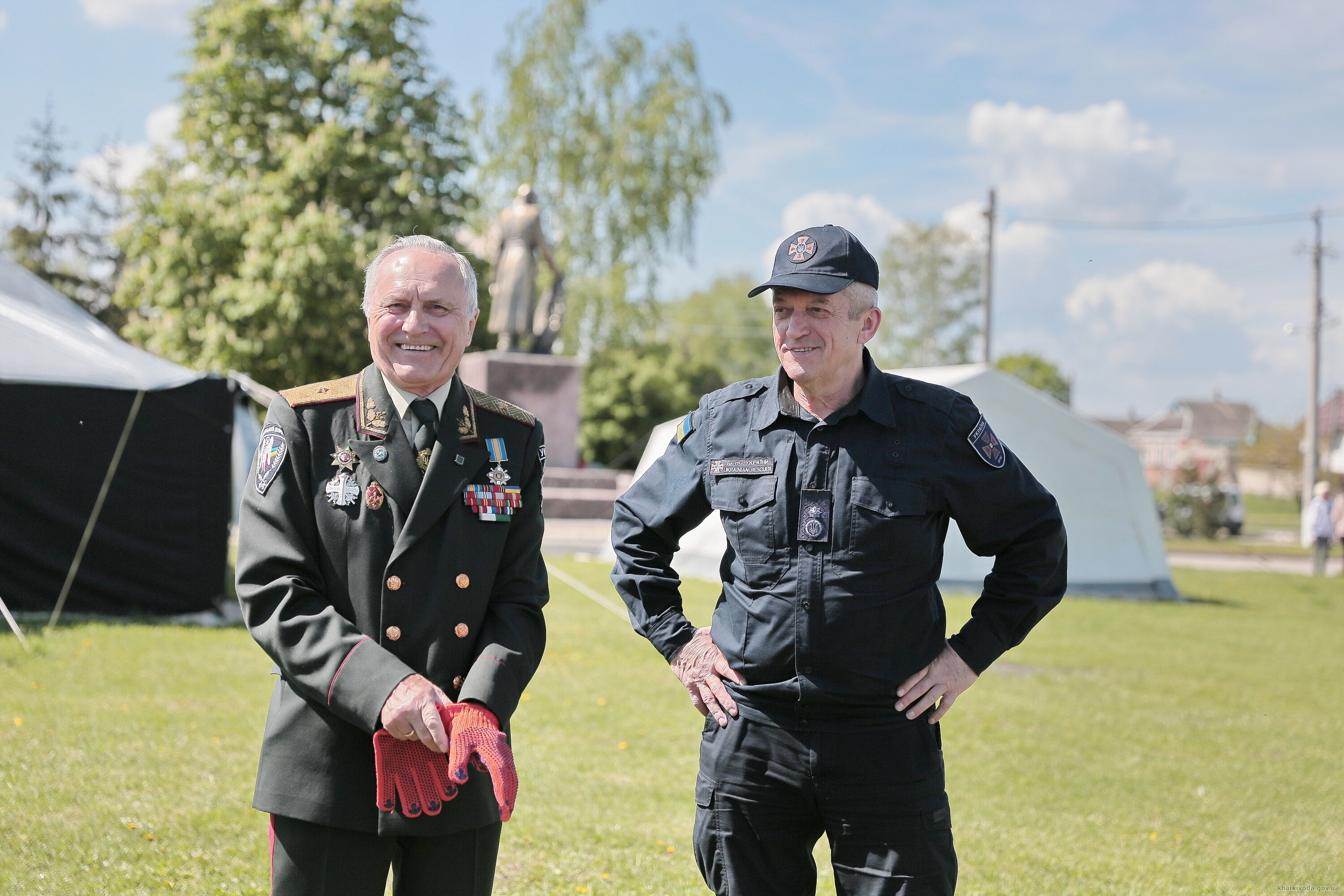
Anniversaire de dés-occupation à Tsyrkouny le 5 mai 2023 avec le responsable de la Protection civile Oleksandr Volobouïev et Anatoliy Vinnyk chef de l'administration d'État de l'Ukraine pour les situations d'urgence de la région de Kharkiv.

## Lieux d’intérêt
Le réservoir Travyanske sur la rivière de Kharkiv, le monastère de l'Ascension de Khorocheve.

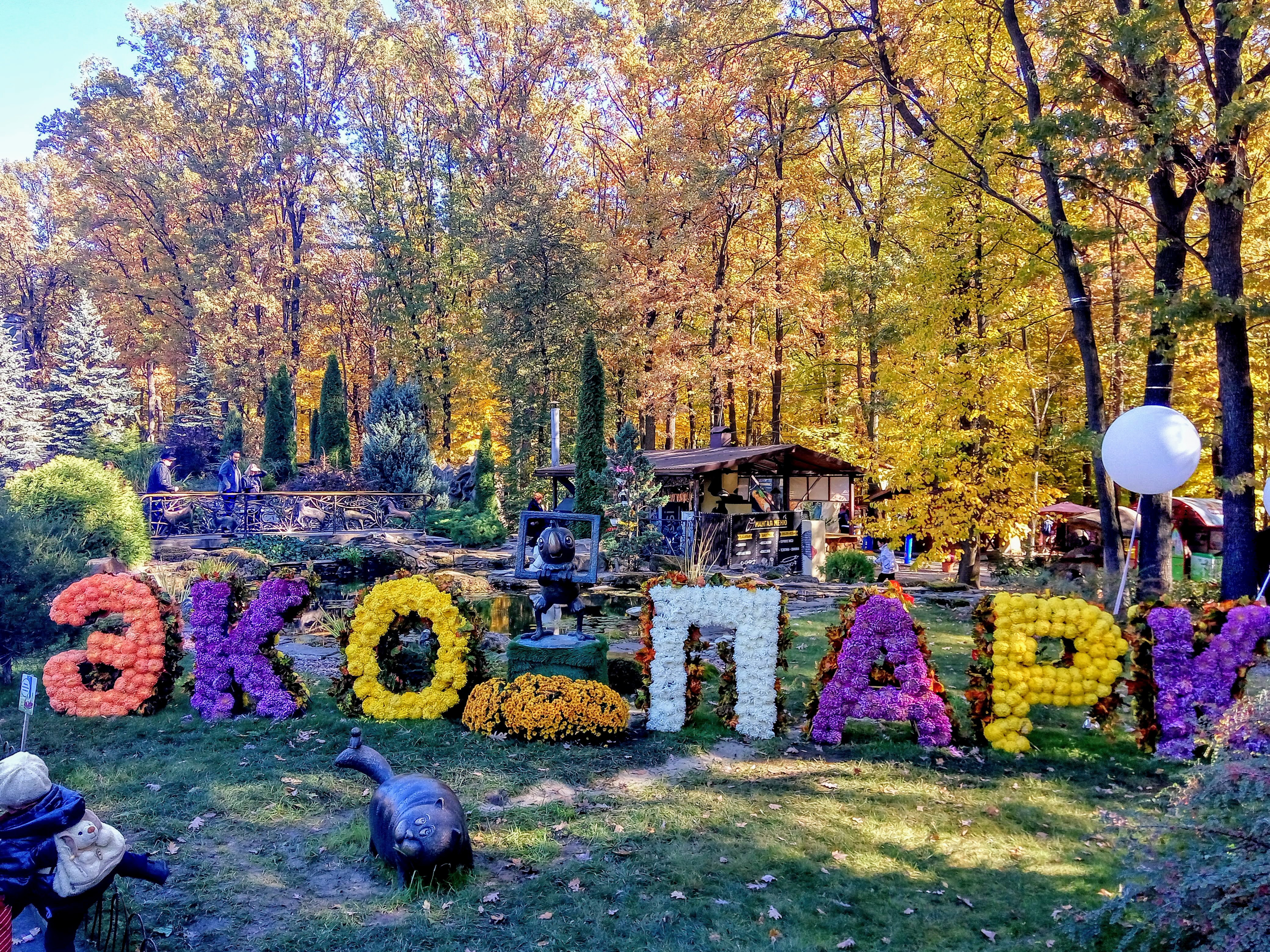
L'écoparc Feldman classé numéro : 63-220-5012[1].
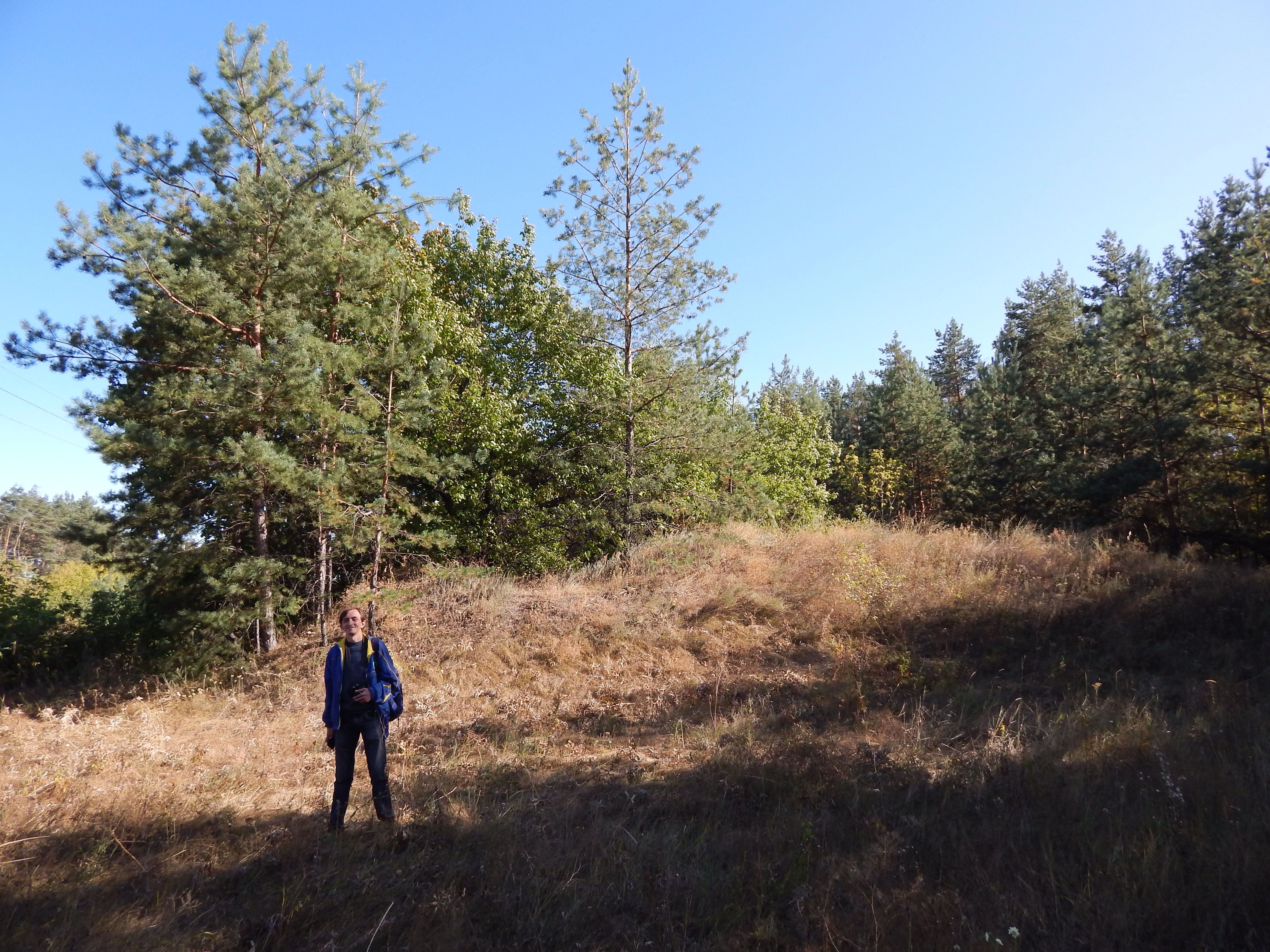
Kourgan proche de Vassivchtcheve, classé[2].
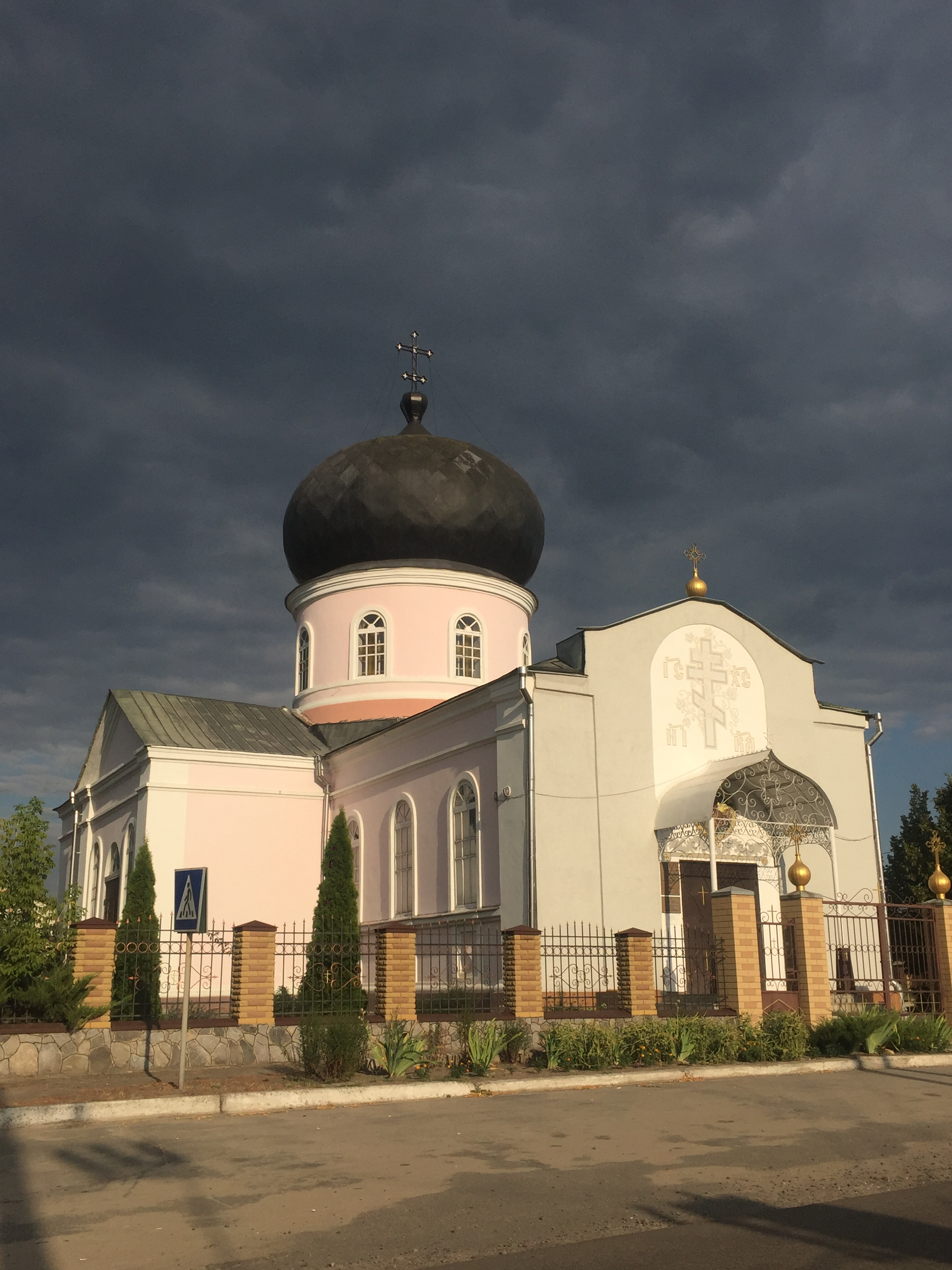
Eglise saint Dimitri de Vassivchtcheve, classée[3].
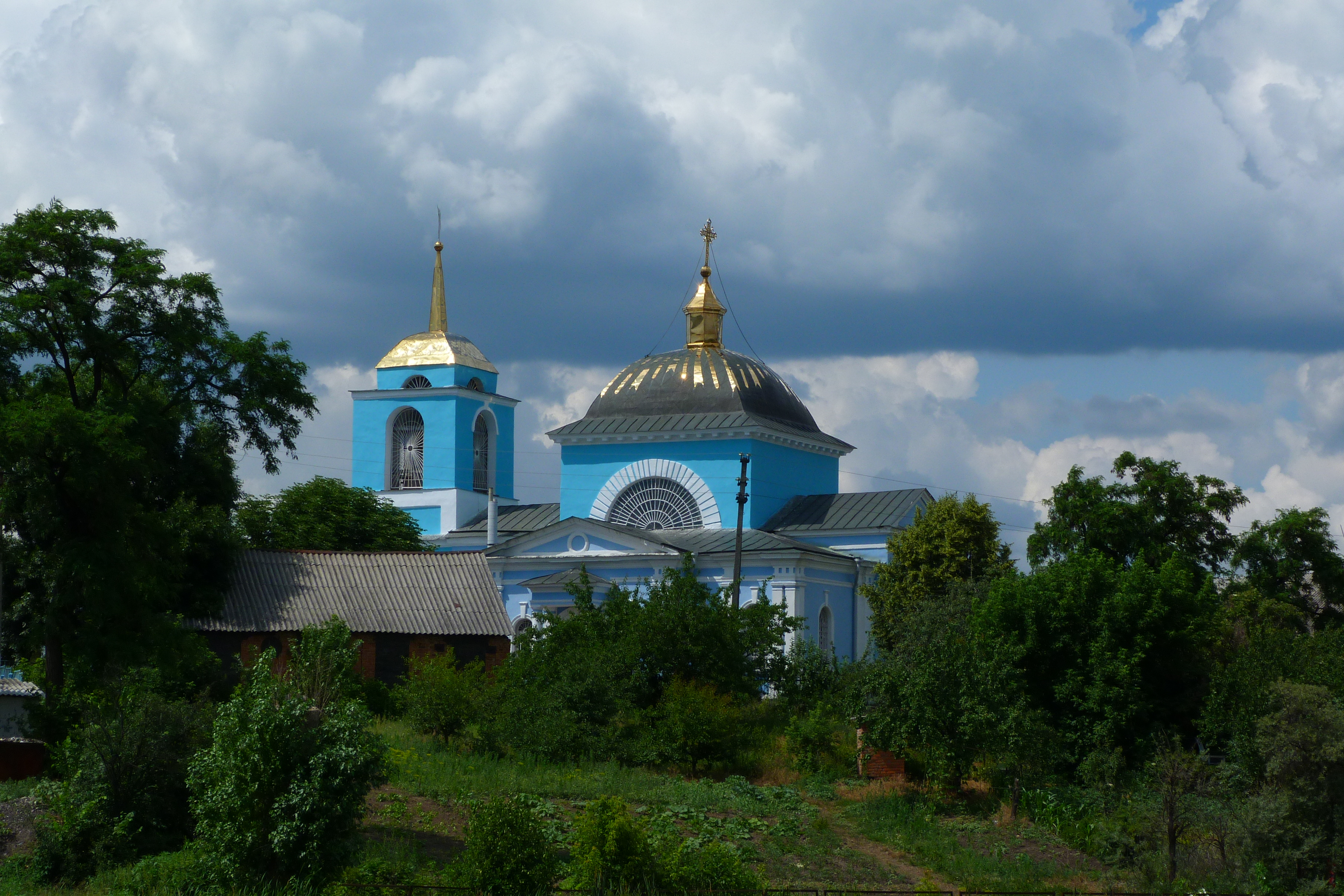
Eglise st-Basil de Psotchin, classée[4].
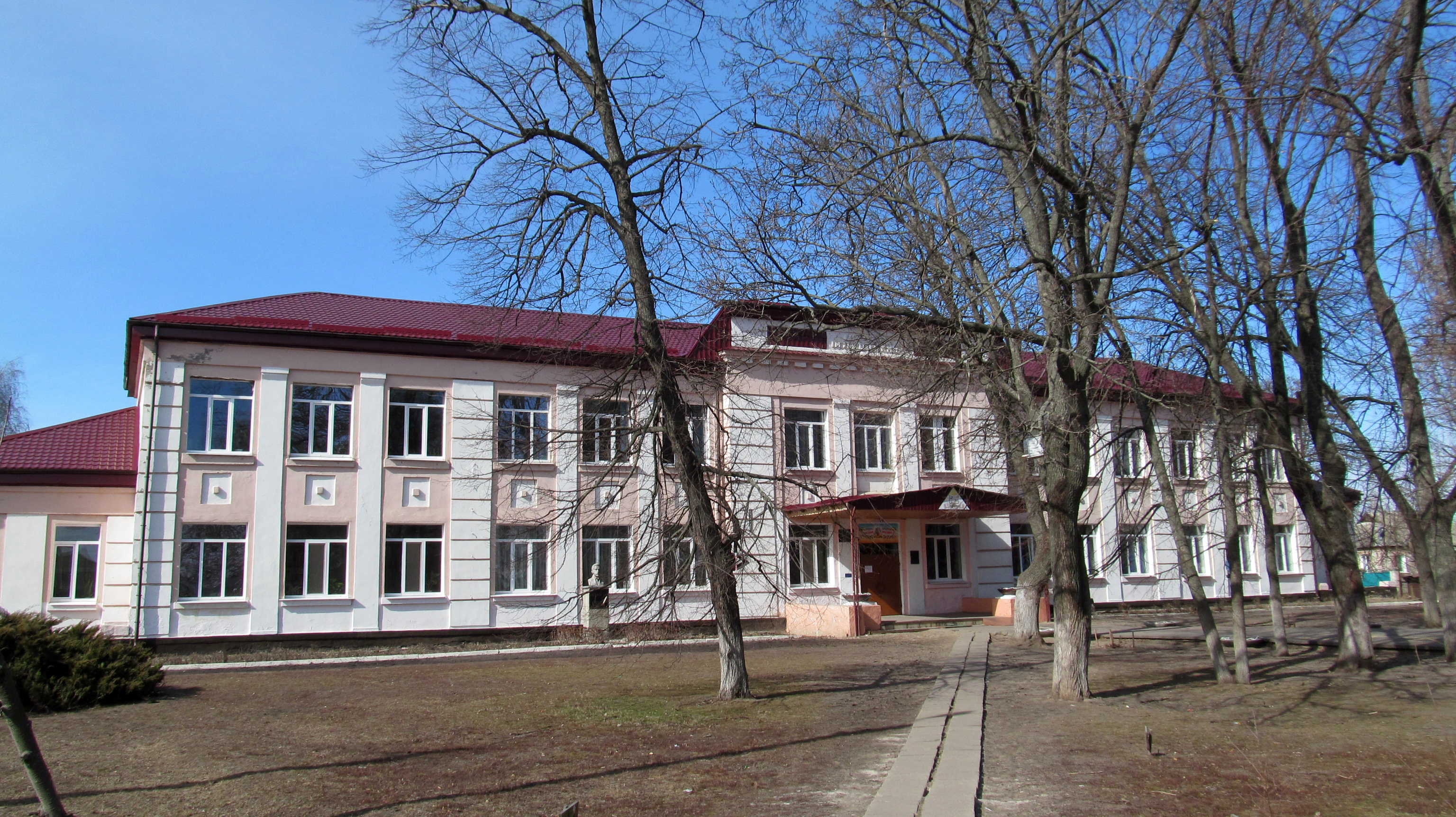
L'école de Lyptsy, classée[5].
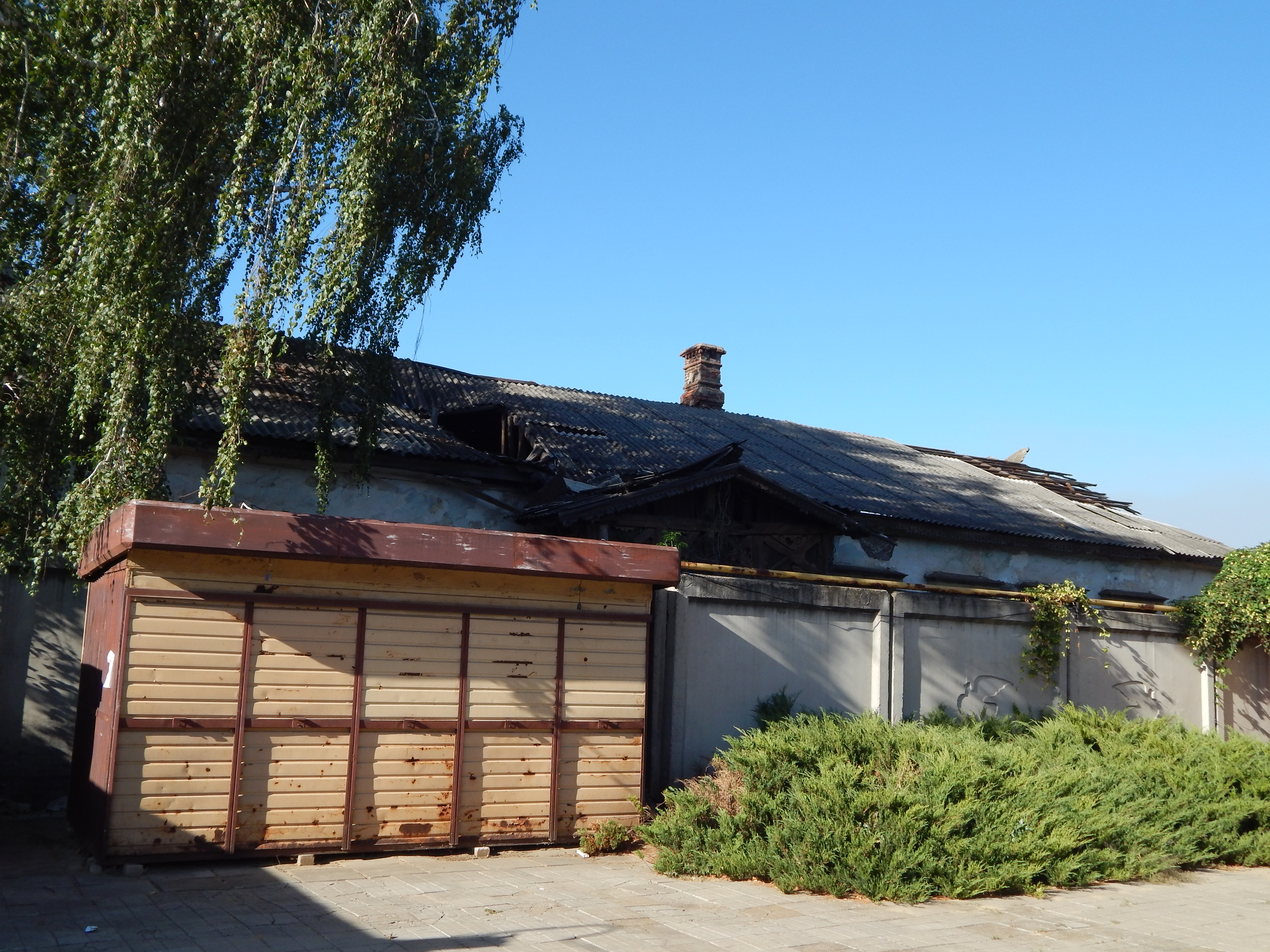
Le manoir de Chsherbinins, classé[6] à Babaï.
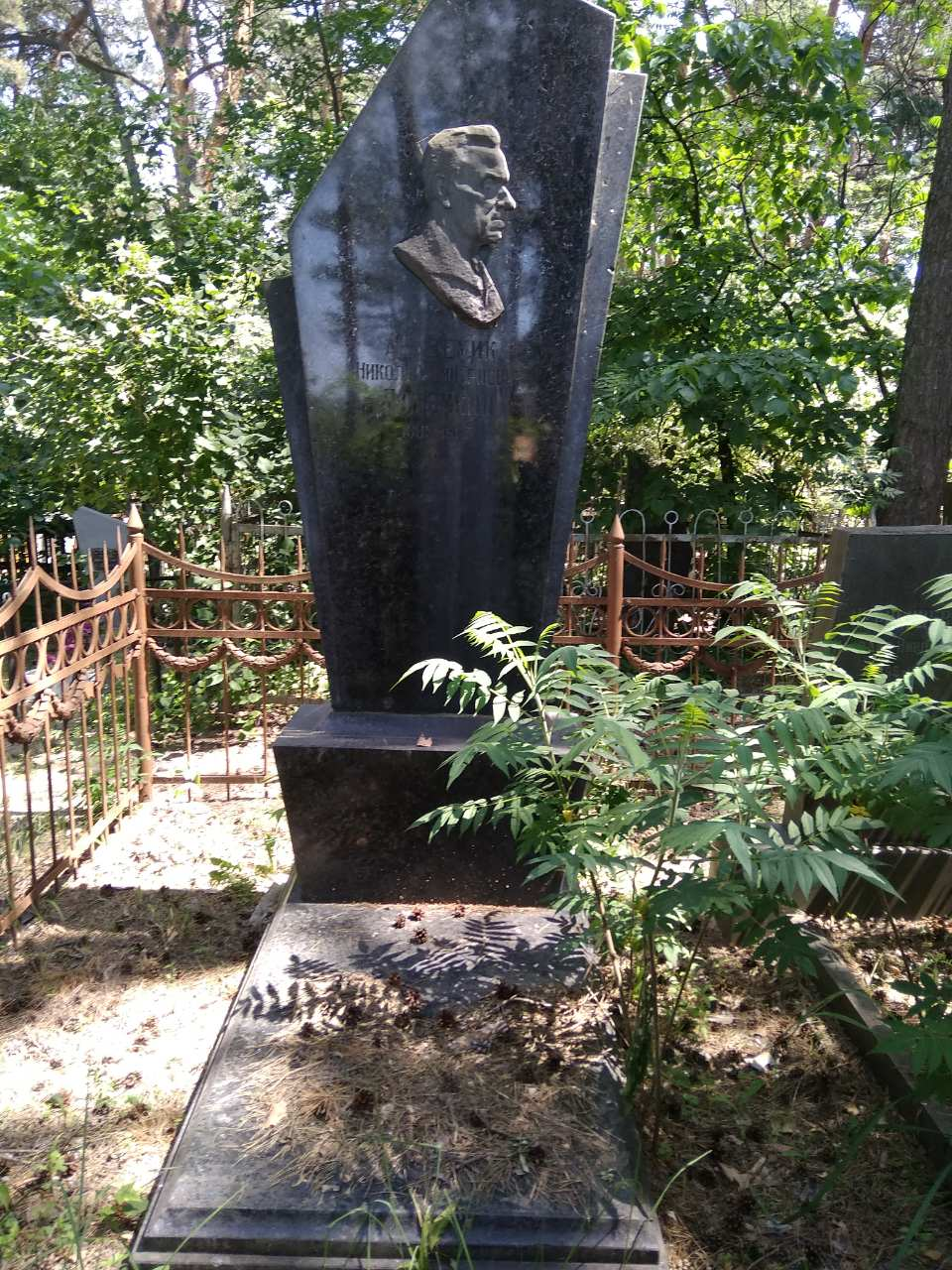
Tombe de l'académicien Vashnil à Mala Danylivka, classé[7].